# Аидонис, Антонис
Антонис Аидонис (нем. Antonis Aidonis; 22 мая 2001) — немецкий футболист, защитник.

## Клубная карьера
С 2012 по 2018 год выступал в молодёжной академии клуба «Хоффенхайм». В 2018 году стал игроком «Штутгарта». 10 ноября 2018 года дебютировал за «Штутгарт» в немецкой Бундеслиге, выйдя на замену в матче против «Нюрнберга».

## Карьера  в сборной
Выступал за сборные Германии до 15, до 16, до 17 и до 18 лет.
В 2018 году в составе  сборной Германии до 17 лет сыграл на чемпионате Европы (до 17 лет).

## Личная жизнь
Антонис родился в Германии, но имеет греческие корни.